# Earl Girard
Earl Francis Girard, detto Jug (Marinette, 25 gennaio 1927 – Rochester Hills, 17 gennaio 1977), è stato un giocatore di football americano statunitense che ha giocato per dieci stagioni nella National Football League (NFL). Al college giocò a football all'Università del Wisconsin-Madison.

## Carriera professionistica
Girard fu scelto come settimo assoluto del Draft NFL 1948 dai Green Bay Packers. Un giocatore dal talento completo, in carriera giocò come end, punter, quarterback, kick returner e defensive back. Rimase coi Packers fino al 1951 dopo di che passò ai Detroit Lions con cui vinse due campionati NFL nel 1952 e 1953, stagione, la seconda, che fu la migliore della sua carriera, ricevendo 421 yard e 7 touchdown. L'ultimo anno da professionista lo passò nel 1957 coi Pittsburgh Steelers.

## Palmarès
- Campionati NFL: 2

Detroit Lions: 1952, 1953

## Statistiche
| Partite totali         | 114   |
| Yard ricevute          | 1.838 |
| Touchdown su ricezione | 15    |